# Panus ciliatus
Panus ciliatus är en svampart som först beskrevs av Joseph-Henri Léveillé, och fick sitt nu gällande namn av T.W. May & A.E. Wood 1995. Panus ciliatus ingår i släktet Panus och familjen Polyporaceae.   Inga underarter finns listade i Catalogue of Life.